# Brabant
Brabant var ett hertigdöme i nuvarande Nederländerna och Belgien. I dag är det uppdelat i den nederländska provinsen Noord-Brabant och de tre belgiska provinserna Antwerpen, Vallonska Brabant och Flamländska Brabant samt Brysselregionen.

## Historia
Brabant, som på romarnas tid var bebott av en germansk-keltisk befolkning och tillhörde Gallia belgica, erövrades på 400-talet av frankerna, kom vid det merovingiska rikets delning 511 till Austrasien och vid det karolingiska rikets 843 till Lotharingien. När detta i sin tur föll sönder, utgjorde Brabant från 959 en del av hertigdömet Nedre Lothringen och hade då redan 923 blivit del av Tysk-romerska riket. Då Nedre Lothringen föll samman i flera självständiga furstendömen, utbildades kring grevskapet Louvain som kärna ett särskilt territorium Brabant, vilket omkring 1100 omfattade bland annat markgrevskapet Antwerpen och grevskapet Bryssel, och vars innehavare 1106 erhöll värdigheten av hertigar av Nedre Lothringen, vilken titel 1190 med Henrik I utbyttes mot den av hertigar av Brabant.
Bland dennes efterträdare märks Johan I, som 1288 vann den i dikt omskrivna segern vid Woeringen genom vilken han lade grevskapet Limburg under Brabant.
Brabants läge mellan de stora industriella och ekonomiska centra vid Rhen och Maas å ena sidan samt Schelde och flandriska kusten å andra sidan skaffade det under 1100-talet ett kraftigt ekonomiskt uppsving med en rik stadskultur och Europas näst Flanderns mest betydande ylleindustri. Under 1300-talet lyckades ständerna, ridderskapet och städerna att av de förut nästan enväldiga hertigarna genom de berömda författningsurkundena Brevet av Cortenberg 1312 och La joyeuse 1355 åt sig utverka ett betydande inflytande på stadsstyrelsen. Sedan hertigätten med Johan III (regent 1312-1355) utslocknade övergick Brabant till hans svåger Wenzel I av Luxemburg (regent 1355-1383), vilken 1357 till Flandern måste avträda Mecheln och i form av län Antwerpen.

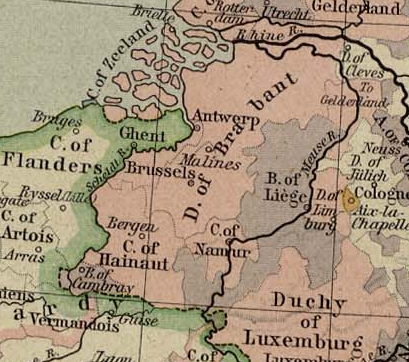
Karta över hertigdömet Brabant, 1477.

Wenceslaus hustru Johanna av Brabant (död 1406) testamenterade Brabant till sin systerdotterson hertig Anton av Burgund efter hans död ärvdes det av hans Johan IV (regent 1415-1427 och Filip (regent 1427-1430) och tillföll efter deras död kusinen Filip den gode och införlivades därigenom i storväldet Burgund.
1477 kom Brabant till habsburgska ätten genom Maximilians av Österrike giftermål med Maria av Burgund, dotter till Karl den djärve. Under nederländska frihetskriget erövrades Brabant av "de sju provinserna", som i freden 1648 behöll norra delen under namnet "Generalitetslanden"; södra delen var däremot spansk besittning till 1714, då den jämte det övriga Belgien tillföll Österrike. Josef II framkallade där genom sina brådstörtade reformer en allvarsam resning, som först hans efterträdare Leopold II genom eftergifter lyckades kväva.
1794 erövrades Brabant av Frankrike och avträddes till detta land formligen genom freden i Campo-Formio 1797. 1815 ingick det i kungariket Nederländerna, men Belgiska revolutionen 1830 delade det åter, så att norra delen tillföll Holland, södra delen Belgien.

## Brabants konstitution
Brabant ägde en konstitution kallad Joyeuse entrée eller Blijde inkomst, som tillförsäkrade dess invånare såväl rättsligt skydd som vissa politiska rättigheter: sålunda fick ingen medborgare åtalas annat än vid landets vanliga domstolar, inga nya lagar stiftas utan samtycke av landets tre ständer, prästerskapet, adeln och de viktigaste städernas representanter, och inga utlänningar beklädas med ämbeten. Det var kränkningen av dessa rättigheter som framkallade Brabants anslutning till upproret mot Filip II och Josef II.